# Деркач Іван Тимофійович
Іва́н Тимофі́йович Дерка́ч (?, поблизу Жаботину, Черкаський повіт, Київська губернія, Російська імперія— після 4 серпня 1921, Мельники, Черкаський повіт, Українська РСР) — військовий діяч часів УНР, повстанський отаман, Головний отаман Холодного Яру. Військове звання — старшина воєнного часу.

## Життєпис
Народився в селянській родині поблизу Жаботина на Київщині (Черкащині).
Активний учасник національного повстанського руху.
До 1920 року — член Холодноярського повстанкому.
На початку 1920 року — заступник Головного отамана Холодного Яру Василя Чучупака.
В квітні 1920 року, після загибелі Василя Чучупака очолив Холодноярську організацію.
Керував збройними силами Холодного Яру під час повстання весни — осені 1920 року.
8 вересня 1920 року — на з'їзді повстанських отаманів у Чигирині був обраний членом Окружного повстанського комітету.
На конференції повстанців, що відбулася 24 вересня 1920 року у селі Медведівці, Іван Деркач передав свої повноваження Костю Пестушку (Степовому-Блакитному), отаману Олександрійської (Степової) дивізії, якого в цей день було обрано Головним отаманом Холодного Яру і околиць.
Деркач залишився командиром «Холодноярської бригади» (в яку переріс полк гайдамаків Холодного Яру).
25 вересня 1920 року на Івана Деркача (псевдо Чорнота) здійснив замах співробітник ЧК. Деркача було тяжко поранено і «Холодноярську бригаду» очолив Іван Петренко.
В 1921 році — заступник начальника Холодноярського окружного штабу Івана Петренка.
Отамани Холодного Яру та Чорного Лісу мали сильний авторитет та значну підтримку у місцевого населення. У зв'язку з неможливістю перемогти бунтівних отаманів, в ЧК розробили ряд спеціальних операції з нейтралізації українського визвольного руху та знищення повстанських отаманів.
Одним з етапів спецоперації стала, так звана, «амністія», яку обіцяли тим повстанцям, що здадуться добровільно. Перехід відбувся в с. Жаботин 4-го (в інших документах 7-го) серпня 1921 року.
Окрім Івана Деркача, піддалися на «амністію»: отамани Іван Петренко, Василенко, Олекса Чучупак, Семен Чучупак і ще більш ніж 20 отаманів і 76 простих козаків. Після цього «амністовані» отамани звернулися з листом до отаманів Хмари, Загороднього, Залізняка та інших із закликом до припинення боротьби та переходу на бік Радянської влади.
Більшовики з самого початку планували ліквідацію амністованих отаманів, але не робили цього аж до листопада 1921 року, коли вже почали ліквідовувати не тільки отаманів, а й увесь повстанський, «підозрілий» і співчуваючий елемент у районі Холодного Яру.
Імовірно був розстріляний чекістами наприкінці 1921 року.

## Вшанування пам'яті
В Черкасах існує провулок Отамана Деркача.